# 美能达Dimage EX
Dimâge EX (也被称作 EX 1500 )是一款由美能达公司于1998年推出的数码相机。类似于1996年发布的美能达 Dimâge V，Dimâge EX也采用了模块化设计，但不再支持镜头旋转拍摄取景。Dimâge EX是较早在北美市场登陆的消费级数码相机，其也于发布次年的PMA99获得PS类相机奖。
相较于前代的 DiMAGE V 机型，DiMAGE EX仍然保持了成像与机身可分离设计，同时提供了更多的可选镜头部，覆盖了广角和标准变焦范围。但美能达之后的DiMAGE相机产品没有继续沿此创新型路线开发推出类似产品。

## 设计与功能

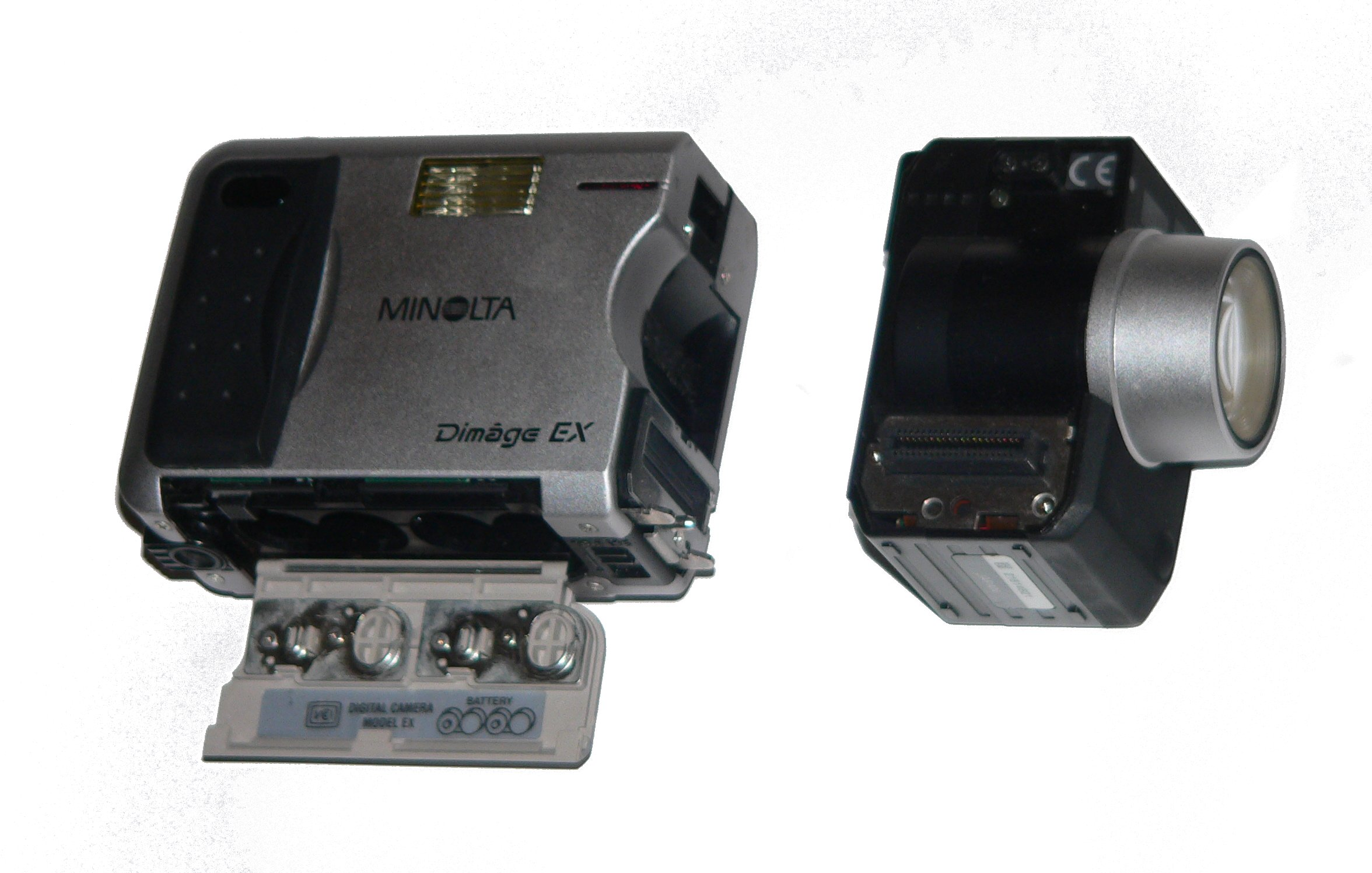
机身与成像模块分离的Dimage EX

DiMAGE EX 支持以JPG格式保存最大 1344×1008 像素的照片，折换为一百五十万像素，相对于同一时代的非单反类数码相机而言，属于较为可观的机型。相比前代的DiMAGE V机型（使用5V规格的SM卡），其存储介质改为了当时更为普遍支持的CF卡，随机配发4M或8M规格的CF卡。
前作的 Dimâge V 仅有一枚可分离的2.7倍变焦镜头部，没有其他可选镜头组；且使用21触点直接进行连接通讯。在 Dimâge EX 上，美能达一开始提供了两个镜头部：一个标准变焦Zoom模块，等效38-115mm；以及一枚等效28mm的Wide模块。在之后的1999年，美能达推出了与MetaCreation公司研发的3D模块，并在PMA99上进行了展示。而连接方面从原来的触点升级整合为接口埠式，同样提供一条延长连接线，但是去除了在机身上的旋转镜头特性。
机内配置了Digita的相机用操作系统，用户可以将机身与电脑连接来进行软件的更新，支持更多的功能和（预期存在的）更多镜头部，在那个年代的机型里算是比较少见的设计。而使用4节AA电池在机型本身较多的功能影响下，使得耗电量也比同期同类机型为高。